# ING Collectie
De ING Collectie is een kunstcollectie die sinds 1974 bestaat. De collectie is onderdeel van de ING Bank NV.

## Geschiedenis
De ING Collectie werd in 1974 door NMB Postbank Groep – een van ING haar voorgangers – aangelegd voor het nieuwe hoofdkantoor in Amsterdam. De collectie werd gevormd rond twee bewegingen in de figuratieve kunst in Nederland: het magisch realisme uit de jaren 1920 en 1930 en het noordelijk realisme uit de jaren 1980.
In de loop der jaren zijn er aan de collectie door verschillende fusies en acquisities nieuwe collecties toegevoegd. Het gaat onder meer om collecties van de Postbank en Nationale-Nederlanden in Nederland, Bank Brussel Lambert (BBL) in België, Barings Bank in Londen en ING Bank Slaski in Polen.

## Fusies en overnames
Baron Léon Lambert, een Belgische bankier met een passie voor hedendaagse kunst, startte in de vroege jaren 1960 met internationale avant-gardekunstenaars de Lambertcollectie. Door zijn collectie samen te voegen met de collectie van de Banque de Bruxelles werd de BBL-collectie gevormd die grote kunststromingen in de late twintigste eeuw vertegenwoordigt. In 1998 werd deze collectie onderdeel van de ING Collectie.
In 1995 verwierf ING de Britse zakenbank Barings waarvan de kunstcollectie in de jaren 1920 werd gevormd. De collectie bevat portretten van de leden van de familie Barings, 18e- en 19e-eeuwse Engelse aquarellen en figuratieve kunst van 'vroegmoderne' Britse kunstenaars. ING heeft een liefdadigheidsorganisatie opgezet voor het beheer van het archief en de historische portretten van Barings, die door de Engelse Kunstraad met de designated status bekroond is.
In Polen is ING een van de eerste bedrijven die lokale hedendaagse kunst vanaf de jaren 1990 en later verzamelt. Deze verzameling bevat onder meer schilderijen, foto's, tekeningen, video's en beeldhouwwerken. De werken zijn het eigendom van de in het jaar 2000 opgerichte Poolse kunststichting van ING om de ontwikkeling van lokale kunstenaars te bevorderen en te ondersteunen.

## Collectiebeleid
Vanaf 1974 is het verzamelbeleid gericht geweest op figuratieve kunst uit Nederland. Sindsdien is ING steeds internationaler geworden en daarmee werd de ING Collectie dat ook. De ING Collectie weerspiegelt het ritme van de veranderende tijd.
ING verzamelt werk van internationale, autonome kunstenaars die de grenzen van de figuratieve traditie opzoeken en die openstaan voor vernieuwing en experiment. De collectie zet aan tot ‘anders kijken’ en stimuleert een cultuur van innovatie en verandering binnen ING.
De kunstenaars uit de ING Collectie zetten met hun kunst aan tot reflectie. Hun kunst onderzoekt de tijd waarin wij leven en helpt ons de toekomst met een open blik tegemoet te treden. Om zodoende medewerkers en huidige of toekomstige klanten te inspireren.
Ongeveer 5.000 werken uit de collectie zijn geplaatst in de verschillende internationale kantoren van ING Bank.